# Travessera Auriga (Girona)
La Travessera Auriga és un carrer del municipi de Girona. Té elements que formen part de l'Inventari del Patrimoni Arquitectònic de Catalunya.

## Número 5
L'edifici del número 5 forma part de l'Inventari del Patrimoni Arquitectònic de Catalunya. És un edifici de pisos de planta rectangular, que ocupa bona part d'una illa, amb tres façanes a carrers. Presenta murs exteriors d'obra amb arrebossats, i una composició d'obertures molt senzilla, amb balcons uniformement repartits. A la planta baixa hi ha obertures altes i l'entrada principal, centrada en el conjunt, porta a un vestíbul ornamentat amb pintures eclèctiques al sostre de caràcter neo-barroc. Les parets han estat pintades de blanc recentment. L'edifici té una cornisa superior.
Segons consta en la reixa d'una finestra de l'escala, l'edifici hauria estat construït el 1862.

## Número 8

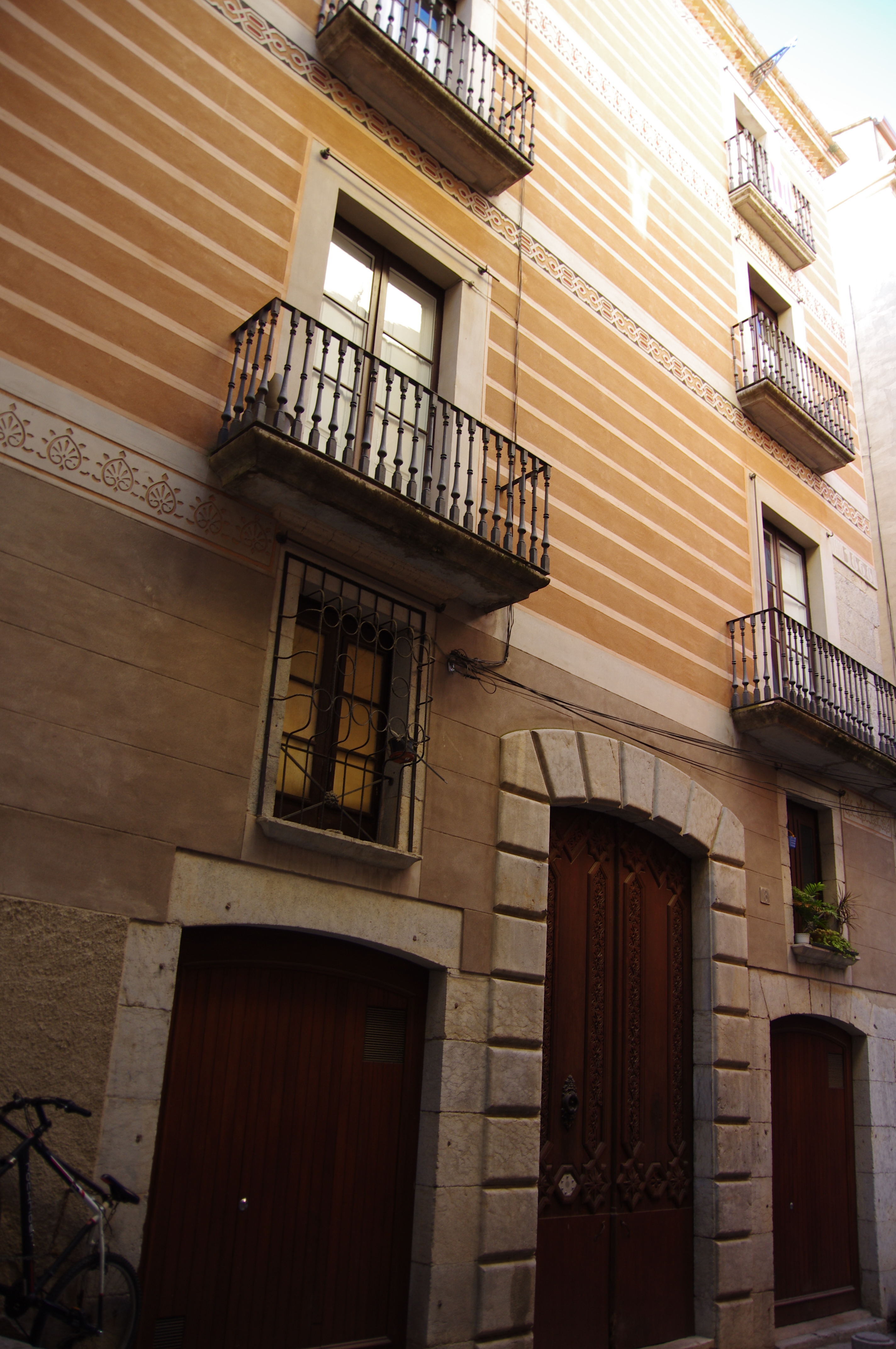
Edifici al número 8 de la Travessera Auriga

L'edifici del número 8 forma part de l'Inventari del Patrimoni Arquitectònic de Catalunya. És un edifici de planta rectangular amb pati posterior que ocupa tota una illa del Barri Vell. Les façanes dels carrers presenten obertures d'estructura vertical, amb balcons i alguns elements ornamentals com a cornisa superior i arrebossat, actualment en molt mal estat. Del conjunt destaquem els vestíbul d'accés a l'escala amb una decoració neo-àrab d'interès i les galeries de la façana posterior amb pintures molt deteriorades de caràcter romànic. La coberta és de teula àrab. L'arrebossat dels carrers imita carreus. El vestíbul presenta paraments estucats, molt deteriorats.
L'edifici respon a la tipologia de les cases de lloguer que es construeixen durant el s. XIX, de tres i quatre pisos, que incorporen elements neoclàssics dins una composició ordenada de les façanes, que a més usualment expressen la gradació social dels estadants de la casa (obertures i balcons més grans al principal on vivien els propietaris, etc).